# UCI Europe Tour 2015
De UCI Europe Tour 2015 was de elfde editie van de UCI Europe Tour, een van de vijf Continentale circuits op de wielerkalender 2015 van de UCI. Deze competitie liep van 29 januari 2015 tot en met 18 oktober 2015.
Dit is een overzichtspagina met klassementen, ploegen en de winnaars van de belangrijkste UCI Europe Tour wedstrijden in 2015.

## Uitslagen belangrijkste wedstrijden
Zijn opgenomen in deze lijst: alle wedstrijden van de UCI Europe Tour-kalender van de categorieën 1.HC, 1.1, 2.HC en 2.1.

### Januari
| Datum | Wedstrijd                         | Categorie | Winnaar            | Etappewinnaars |
| ----- | --------------------------------- | --------- | ------------------ | -------------- |
| 29    | Trofeo Santanyi-SesSalines-Campos | 1.1       | Matteo Pelucchi    |                |
| 30    | Trofeo Serra de Tramuntana        | 1.1       | Stephen Cummings   |                |
| 31    | Trofeo Platja de Muro             | 1.1       | Alejandro Valverde |                |

### Februari

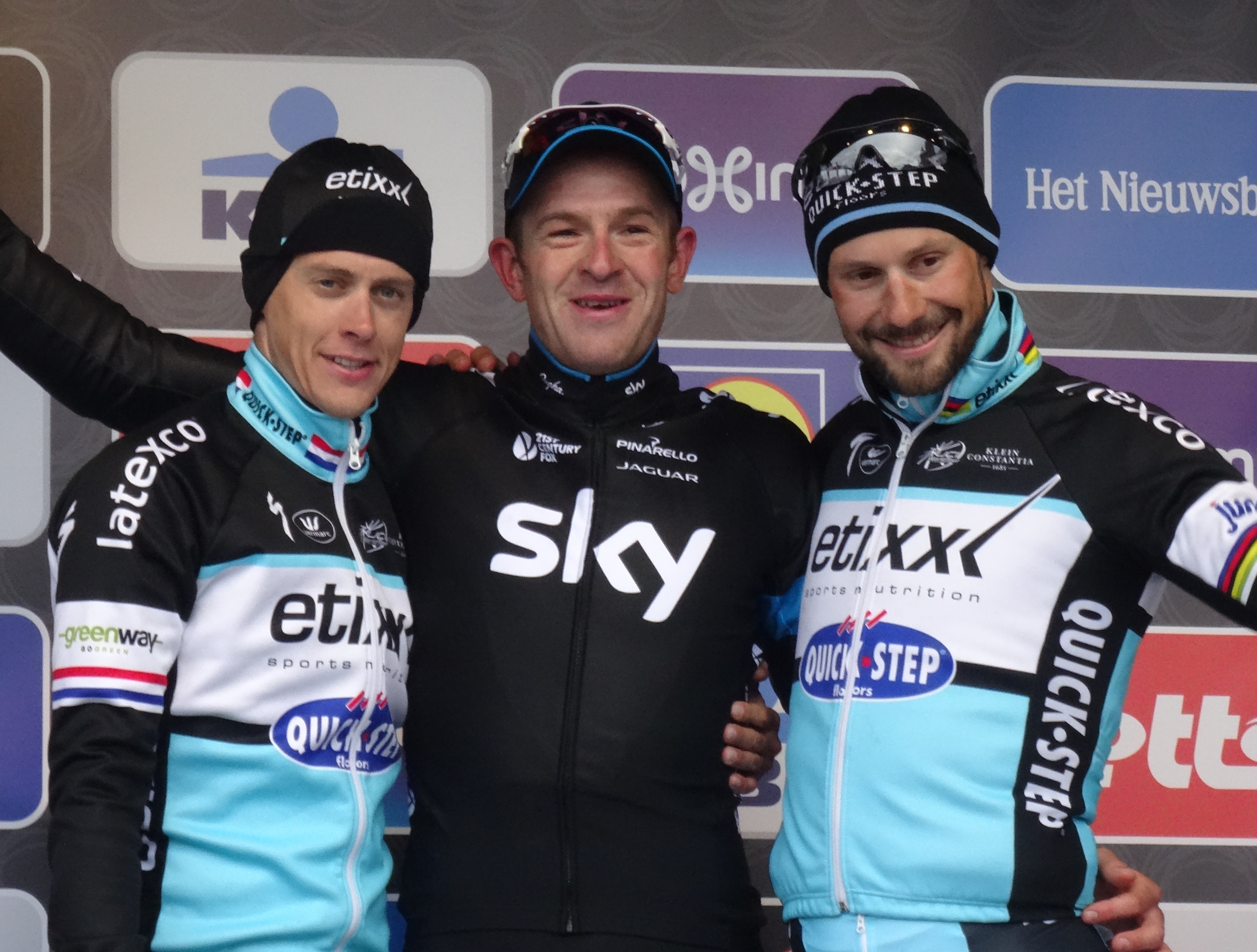
Omloop Het Nieuwsblad 2015 : Niki Terpstra (2), Ian Stannard (1) & Tom Boonen (3).

| 1 | Kris Boeckmans |
| 2 | Roy Jans       |
| 3 | Bryan Coquard  |
| 4 | Tony Gallopin  |
| 5 | Bob Jungels    |

| 1a | Pim Ligthart     |
| 1b | Javier Moreno    |
| 2  | Juan José Lobato |
| 3  | Alberto Contador |
| 4  | Chris Froome     |
| 5  | Juan José Lobato |

| 1 | Gianni Meersman |
| 2 | Geraint Thomas  |
| 3 | Tony Martin     |
| 4 | Richie Porte    |
| 5 | André Greipel   |

| 1 | Ben Gastauer |
| 2 | Luka Mezgec  |

### Maart

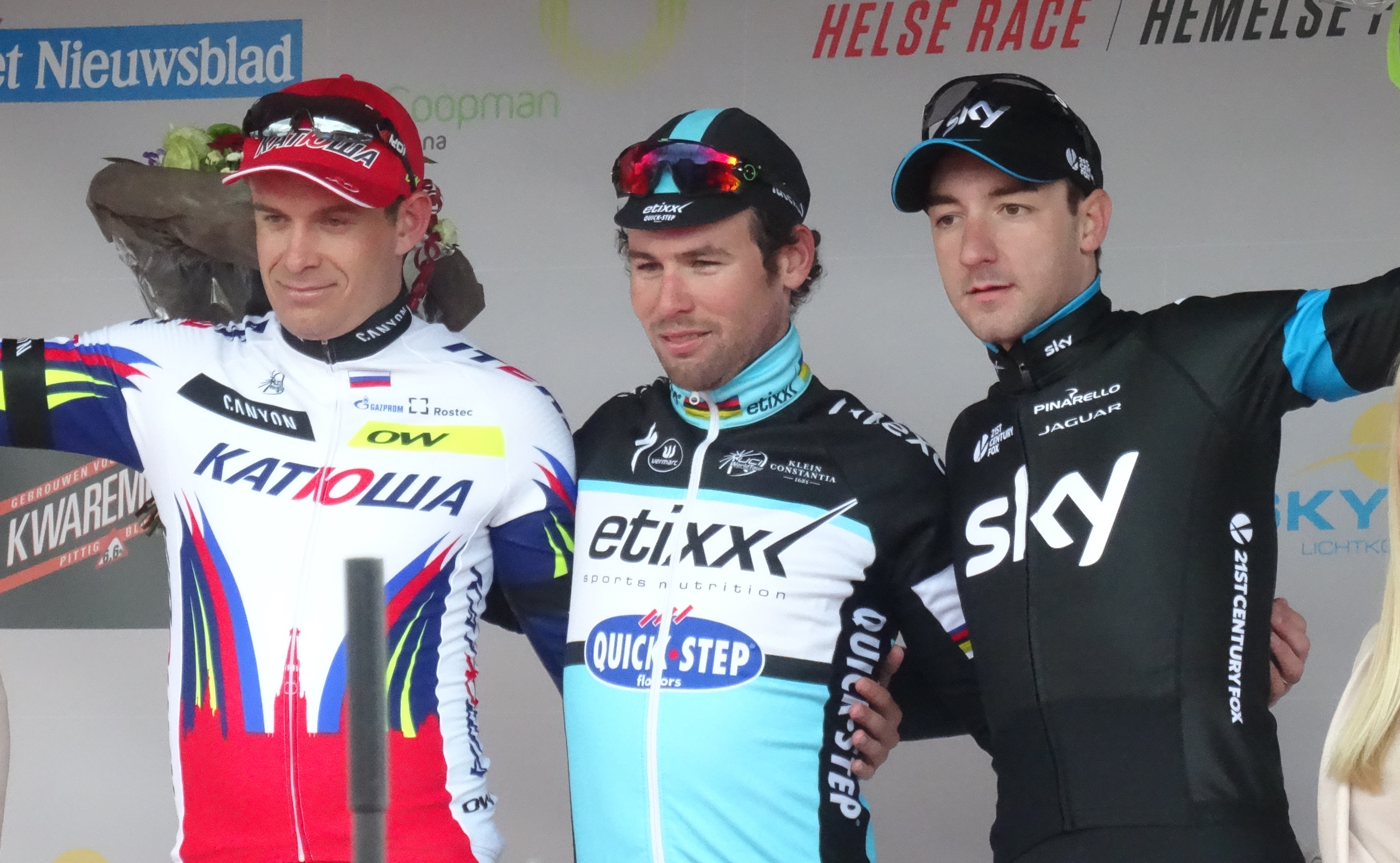
Kuurne-Brussel-Kuurne 2015 : Alexander Kristoff (2), Mark Cavendish (1) & Elia Viviani (3).

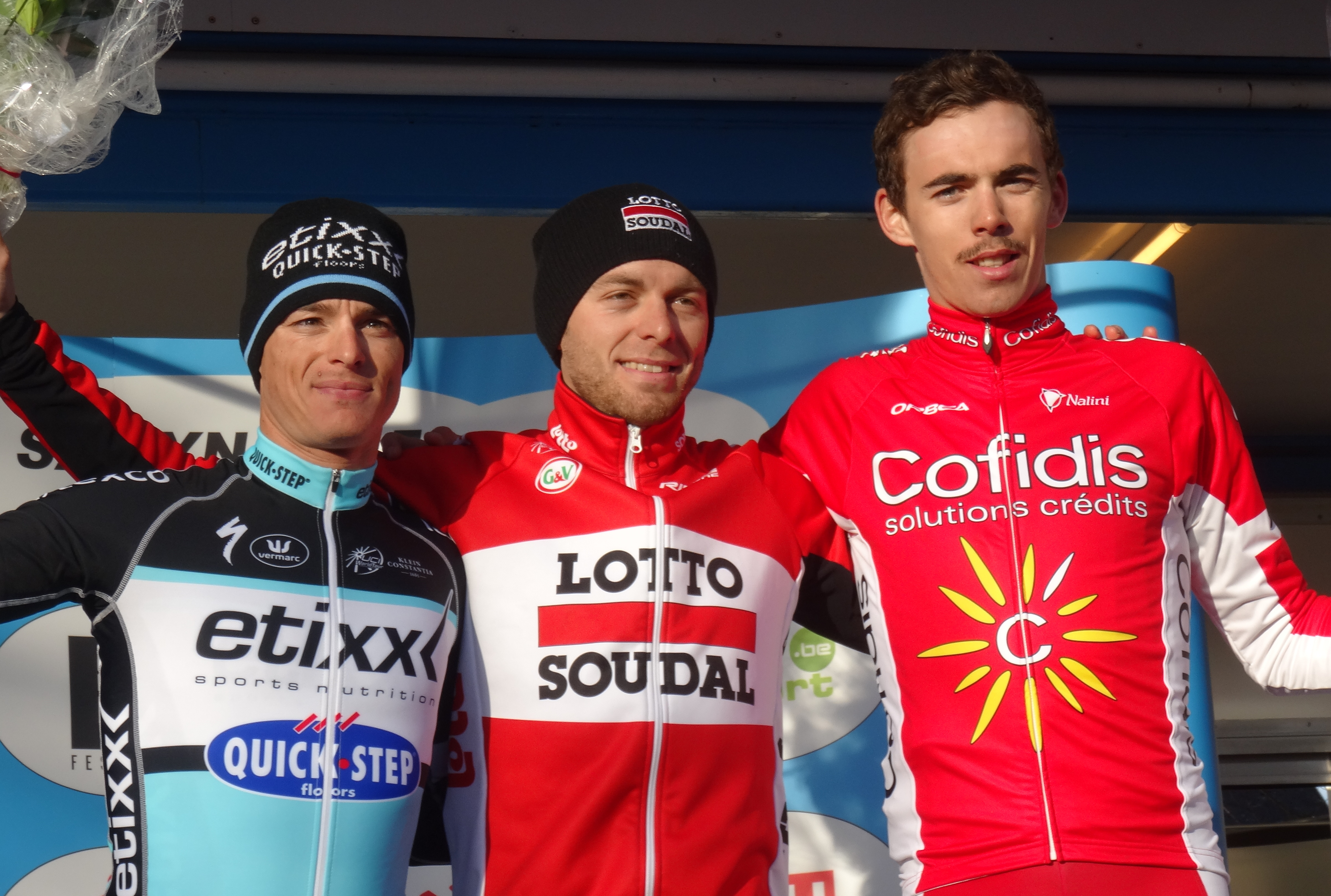
Le Samyn 2015 : Gianni Meersman (2), Kris Boeckmans (1) & Christophe Laporte (3).

| Proloog | Anton Vorobjov   |
| 1       | Yves Lampaert    |
| 2       | Danny van Poppel |

| 1a | Manuel Belletti       |
| 1b | CCC Sprandi Polkowice |
| 2  | Ben Swift             |
| 3  | Francesco Chicchi     |
| 4  | Louis Meintjes        |

| 1 | Benjamin King          |
| 2 | Fabio Felline          |
| 3 | Jean-Christophe Péraud |

| 1  | Alexander Kristoff |
| 2  | Alexander Kristoff |
| 3a | Alexander Kristoff |
| 3b | Bradley Wiggins    |

### April
| 1 | Nacer Bouhanni |
| 2 | Anthony Roux   |
| 3 | Adriano Malori |
| 4 | Manuele Boaro  |
| 5 | Nacer Bouhanni |

| 1 | Peio Bilbao    |
| 2 | Sergej Sjilov  |
| 3 | Pierre Rolland |

| 1 | Bora-Argon 18      |
| 2 | Richie Porte       |
| 3 | Domenico Pozzovivo |
| 4 | Paolo Tiralongo    |

| 1 | Grega Bole      |
| 2 | Marko Kump      |
| 3 | Maciej Paterski |
| 4 | Dimitri Claeys  |
| 5 | Maciej Paterski |

| 1 | Mark Cavendish  |
| 2 | Mark Cavendish  |
| 3 | Davide Rebellin |
| 4 | André Greipel   |
| 5 | Sacha Modolo    |
| 6 | Peio Bilbao     |
| 7 | Mark Cavendish  |
| 8 | Lluís Mas       |

### Mei
| 1 | Lars Petter Nordhaug |
| 2 | Moreno Hofland       |
| 3 | Ben Hermans          |

| 1 | Igor Antón    |
| 2 | Jesús Herrada |

| 1 | Bryan Coquard   |
| 2 | Jonas Ahlstrand |
| 3 | Alexis Gougeard |
| 4 | Omar Fraile     |
| 5 | Edward Theuns   |

| 1 | Marko Kump       |
| 2 | Primož Roglič    |
| 3 | Joshua Edmondson |
| 4 | Daniel Turek     |
| 5 | Sergej Firsanov  |

| 1 | Jevgeni Sjaloenov |
| 2 | Carlos Barbero    |

| 1 | Sam Bennett    |
| 2 | John Degenkolb |
| 3 | Sam Bennett    |
| 4 | Alex Dowsett   |
| 5 | John Degenkolb |

| 1 | Kris Boeckmans  |
| 2 | Andrea Guardini |
| 3 | Kris Boeckmans  |

| 1 | Alexander Kristoff |
| 2 | Alexander Kristoff |
| 3 | Jesper Hansen      |
| 4 | Amets Txurruka     |
| 5 | Andreas Vangstad   |

| 1 | Andrea Guardini |
| 2 | Kris Boeckmans  |

| 1 | Alexander Kristoff   |
| 2 | Alexander Kristoff   |
| 3 | Alexander Kristoff   |
| 4 | Søren Kragh Andersen |
| 5 | Edvald Boasson Hagen |

| 1 | Matthias Brändle  |
| 2 | Tom Boonen        |
| 3 | Arnaud Démare     |
| 4 | Arnaud Démare     |
| 5 | Greg Van Avermaet |

| 1 | Martin Laas    |
| 2 | Mattia Gavazzi |

### Juni
| Proloog | Adrien Petit    |
| 1       | André Greipel   |
| 2       | Linus Gerdemann |
| 3       | André Greipel   |
| 4       | Sean de Bie     |

| proloog | Johan Le Bon      |
| 1       | Andrea Pasqualon  |
| 2       | Anthony Turgis    |
| 3       | Danilo Napolitano |

| proloog | Roger Kluge       |
| 1       | André Greipel     |
| 2       | André Greipel     |
| 3       | Moreno Hofland    |
| 4       | Matthew Brammeier |

| 1 | Artjom Ovetsjkin   |
| 2 | Pierpaolo De Negri |
| 3 | Primož Roglič      |
| 4 | Marko Kump         |

| 1 | Steven Tronet    |
| 2 | Bryan Coquard    |
| 3 | Alberto Contador |
| 4 | Bryan Coquard    |

### Juli
| Proloog | Rafael Andriato |
| 1       | Oscar Gatto     |
| 2       | Mauro Finetto   |
| 3       | Alessio Taliani |
| 4       | Oscar Gatto     |

| proloog | Team Katjoesja     |
| 1       | Sondre Holst Enger |
| 2       | David Tanner       |
| 3       | Rick Zabel         |
| 4       | Víctor de la Parte |
| 5       | Johann van Zyl     |
| 6       | Víctor de la Parte |
| 7       | Lukas Pöstlberger  |
| 8       | Moreno Moser       |

| 1 | Niki Terpstra       |
| 2 | Danny van Poppel    |
| 3 | Philippe Gilbert    |
| 4 | Jonas Van Genechten |
| 5 | Danny van Poppel    |

| proloog | Gaëtan Bille             |
| 1       | Vicente García de Mateos |
| 2       | Delio Fernández          |
| 3       | Davide Viganò            |
| 4       | Filipe Cardoso           |
| 5       | José Gonçalves           |
| 6       | Gustavo César Veloso     |
| 7       | Delio Fernández          |
| 8       | Eduard Prades            |
| 9       | Gustavo César Veloso     |
| 10      | Matteo Malucelli         |

### Augustus
| 1 | Lars Boom            |
| 2 | Edvald Boasson Hagen |
| 3 | Matti Breschel       |
| 4 | Matti Breschel       |
| 5 | Mads Würtz Schmidt   |
| 6 | Michael Mørkøv       |

| 1 | Carlos Barbero     |
| 2 | Astana Pro Team    |
| 3 | Vladimir Isaichev  |
| 4 | Miguel Ángel López |
| 5 | Daniel Moreno      |

| p | Mike Teunissen      |
| 1 | Nacer Bouhanni      |
| 2 | Nacer Bouhanni      |
| 3 | Alexandre Geniez    |
| 4 | Pierre-Roger Latour |

| 1 | Alexander Kristoff |
| 2 | Sam Bennett        |
| 3 | Ben Hermans        |
| 4 | Silvan Dillier     |

| 1 | Etixx-Quick Step |
| 2 | Fernando Gaviria |
| 3 | Leopold König    |
| 4 | Zdeněk Štybar    |

| 1 | Sonny Colbrelli    |
| 2 | Jesús Herrada      |
| 3 | Rudy Molard        |
| 4 | Maurits Lammertink |

| 1 | Arnaud Gérard  |
| 2 | Matteo Trentin |
| 3 | Marc Sarreau   |
| 4 | Adriano Malori |
| 5 | Matteo Trentin |

### September
| 1 | Elia Viviani     |
| 2 | Petr Vakoč       |
| 3 | Elia Viviani     |
| 4 | Fernando Gaviria |
| 5 | Wout Poels       |
| 6 | Matteo Trentin   |
| 7 | André Greipel    |
| 8 | Elia Viviani     |

| 1 | Thibaut Pinot     |
| 2 | Alexis Vuillermoz |

| 1 | Alexis Gougeard     |
| 2 | Jens Debusschere    |
| 3 | Jonas Van Genechten |
| 4 | Edward Theuns       |
| 5 | Jonas Ahlstrand     |

### Oktober
| Datum | Wedstrijd                    | Categorie | Winnaar            | Etappewinnaars |
| ----- | ---------------------------- | --------- | ------------------ | -------------- |
| 1     | Milaan-Turijn                | 1.HC      | Diego Rosa         |                |
| 2     | Ronde van Piemonte           | 1.HC      | Jan Bakelants      |                |
| 3     | Ronde van het Münsterland    | 1.HC      | Tom Boonen         |                |
| 4     | Ronde van de Vendée          | 1.1       | Christophe Laporte |                |
| 6     | Mémorial Frank Vandenbroucke | 1.1       | Ramon Sinkeldam    |                |
| 8     | Čoppa Sabatini               | 1.1       | Eduard Prades      |                |
| 8     | Parijs-Bourges               | 1.1       | Sam Bennett        |                |
| 10    | Ronde van Emilia             | 1.HC      | Jan Bakelants      |                |
| 11    | Parijs-Tours                 | 1.HC      | Matteo Trentin     |                |
| 11    | GP Beghelli                  | 1.1       | Sonny Colbrelli    |                |
| 13    | Nationale Sluitingsprijs     | 1.1       | Nacer Bouhanni     |                |
| 18    | Chrono des Nations           | 1.1       | Vasil Kiryjenka    |                |

## Eindstanden
| Rang | Renner               | Punten |
| ---- | -------------------- | ------ |
| 1    | Nacer Bouhanni       | 721    |
| 2    | Edward Theuns        | 649    |
| 3    | Dimitri Claeys       | 524,25 |
| 4    | Edvald Boasson Hagen | 480    |
| 5    | Marko Kump           | 476    |
| 6    | Vitalij Boets        | 405    |
| 7    | Gaëtan Bille         | 373,25 |
| 8    | Bryan Coquard        | 373    |
| 9    | Davide Rebellin      | 368    |
| 10   | Primož Roglič        | 337    |

| Rang | Ploegen                      | Punten  |
| ---- | ---------------------------- | ------- |
| 1    | Topsport Vlaanderen-Baloise  | 1693    |
| 2    | Cofidis                      | 1600,2  |
| 3    | Bretagne-Seche Environnement | 1476    |
| 4    | Kolss Cycling Team           | 1383,75 |
| 5    | Verandas Willems             | 1345,25 |
| 6    | RusVelo                      | 1300,92 |
| 7    | Wanty-Groupe Gobert          | 1276    |
| 8    | CCC Sprandi Polkowice        | 1181    |
| 9    | Southeast                    | 1167,5  |
| 10   | Caja Rural-Seguros RGA       | 966,1   |

| Rang | Land       | Punten  |
| ---- | ---------- | ------- |
| 1    | België     | 3364    |
| 2    | Italië     | 2914,3  |
| 3    | Frankrijk  | 2649,4  |
| 4    | Spanje     | 2155,6  |
| 5    | Nederland  | 1890,25 |
| 6    | Slovenië   | 1882,8  |
| 7    | Oekraïne   | 1851,5  |
| 8    | Rusland    | 1783,17 |
| 9    | Denemarken | 1457,68 |
| 10   | Polen      | 1451    |

Etappewedstrijden

 Ster van Bessèges · 
 Ronde van de Algarve · 
 Ruta del Sol · 
 Ronde van de Haut-Var · 
 Driedaagse van West-Vlaanderen · 
 Internationale Wielerweek · 
 Internationaal Wegcriterium · 
 Driedaagse van De Panne-Koksijde · 
 Ronde van de Sarthe · 
 Ronde van Castilië en León · 
 Ronde van Trentino · 
 Ronde van Kroatië · 
 Ronde van Turkije · 
 Ronde van Yorkshire · 
 Ronde van Asturië · 
 Vierdaagse van Duinkerke · 
 Ronde van Azerbeidzjan · 
 Ronde van Madrid · 
 Ronde van Beieren · 
 Ronde van Picardië · 
 Ronde van Noorwegen · 
 World Ports Classic · 
 Tour des Fjords · 
 Ronde van Estland · 
 Ronde van België · 
 Ronde van Luxemburg · 
 Boucles de la Mayenne · 
 Ster ZLM Toer · 
 Ronde van Slovenië · 
 Route du Sud · 
 Sibiu Cycling Tour · 
 Ronde van Oostenrijk · 
 Ronde van Wallonië · 
 Ronde van Portugal · 
 Ronde van Burgos · 
 Ronde van Denemarken · 
 Ronde van de Ain · 
 Ronde van Tsjechië · 
 Arctic Race of Norway · 
 Ronde van de Limousin · 
 Ronde van Poitou-Charentes · 
 Ronde van Groot-Brittannië · 
 Ronde van Gévaudan Languedoc-Roussillon · 
 Eurométropole Tour
Eendaagse wedstrijden

 Trofeo Santanyí-Ses Salines-Campos · 
 Trofeo Andratx-Mirador d'Es Colomer · 
 Trofeo Serra de Tramuntana · 
 Trofeo Playa de Palma-Palma · 
 GP La Marseillaise · 
 Grote Prijs van de Etruskische Kust · 
 Ronde van Murcia · 
 Clásica de Almería · 
 Trofeo Laigueglia · 
 Omloop Het Nieuwsblad · 
 Classic Sud Ardèche · 
 GP Lugano · 
 La Drôme Classic · 
 Kuurne-Brussel-Kuurne · 
 Le Samyn · 
 Strade Bianche · 
 Ronde van Drenthe · 
 Dwars door Drenthe · 
 Nokere Koerse · 
 GP Nobili Rubinetterie · 
 Handzame Classic · 
 Ronde van Zeeland Seaports · 
 Classic Loire-Atlantique · 
 Grote Prijs van Cholet-Pays de Loire · 
 Dwars door Vlaanderen · 
 Classica Corsica · 
 Route Adélie de Vitré · 
 Grote Prijs Miguel Indurain · 
 Volta Limburg Classic · 
 Ronde van La Rioja · 
 Parijs-Camembert · 
 Scheldeprijs · 
 Klasika Primavera · 
 Brabantse Pijl · 
 GP Denain · 
 Ronde van de Finistère · 
 Tro Bro Léon · 
 La Roue Tourangelle · 
 Ronde van de Apennijnen · 
 Grote Prijs van de Somme · 
 Grote Prijs van Plumelec · 
 ProRace Berlin · 
 Boucles de l'Aulne · 
 GP Kanton Aargau · 
 Ronde van Keulen · 
 Ronde van Limburg · 
 Velothon Wales · 
 Halle-Ingooigem · 
 Trofeo Matteotti · 
 GP Cerami · 
 GP Industria & Artigianato-Larciano · 
 Prueba Villafranca de Ordizia · 
 Ronde van Toscane · 
 Circuito de Getxo · 
 Polynormande · 
 RideLondon Classic · 
 GP Stad Zottegem · 
 Arnhem-Veenendaal Classic · 
 GP Jef Scherens · 
 Druivenkoers Overijse · 
 Schaal Sels · 
 Brussels Cycling Classic · 
 GP Fourmies · 
 Velothon Stockholm · 
 Ronde van de Doubs · 
 Coppa Bernocchi · 
 Coppa Agostoni · 
 GP van Wallonië · 
 Kampioenschap van Vlaanderen · 
 Memorial Marco Pantani · 
 Grote Prijs Impanis-Van Petegem · 
 GP van Isbergues · 
 GP Industria & Commercio di Prato · 
 Omloop van het Houtland · 
 Duo Normand · 
 Ronde van de Drie Valleien · 
 Milaan-Turijn · 
 Ronde van Piemonte · 
 Ronde van het Münsterland · 
 Ronde van de Vendée · 
 Memorial Frank Vandenbroucke · 
 Coppa Sabatini · 
 Parijs-Bourges · 
 Ronde van Emilia · 
 GP Beghelli · 
 Parijs-Tours · 
 Nationale Sluitingsprijs · 
 Chrono des Nations
2005 · 
2006 · 
2007 · 
2008 · 
2009 · 
2010 · 
2011 · 
2012 · 
2013 · 
2014 · 
2015 · 
2016 · 
2017 ·
2018 ·
2019 ·
2020 ·
2021 ·
2022 ·
2023 ·
2024 ·
2025
Belangrijkste etappewedstrijden

Internationaal Wegcriterium · Driedaagse Brugge-De Panne · Ronde van de Alpen · Vierdaagse van Duinkerke · Ronde van Beieren · Ronde van Noorwegen · Ronde van België · Ronde van Luxemburg · Ronde van Oostenrijk · Ronde van Wallonië · Ronde van Burgos · Ronde van Denemarken · Arctic Race of Norway · Ronde van Groot-Brittannië
Belangrijkste eendaagse wedstrijden

Trofeo Laigueglia · GP Lugano · GP Nobili Rubinetterie · Dwars door Vlaanderen · Scheldeprijs · Brabantse Pijl · GP Kanton Aargau · Brussels Cycling Classic · GP Fourmies · Primus Classic Impanis-Van Petegem · Ronde van de Drie Valleien · Milaan-Turijn · Ronde van Piemonte · Ronde van het Münsterland · Ronde van Emilia · Parijs-Tours · GP Bruno Beghelli